# Einhausung Bindermichl
Die Einhausung Bindermichl (auch: Tunnel Bindermichl) ist eine 1.062 Meter lange Einhausung der Mühlkreis Autobahn zwischen dem Knoten Bindermichl und der Anschlussstelle Salzburger Straße in Linz, Oberösterreich.

## Geschichte
Das Siegerprojekt des im Jahr 1996 durchgeführter Ideenwettbewerbs stammt von Heinz Stögmüller. Die ab 1997 von der Stadt Linz und dem Land Oberösterreich begonnenen Planungen orientierten sich im Wesentlichen an diesem Entwurf. Später beteiligte sich auch die ASFINAG an der Finanzierung.
Während der Bauphase ab Sommer 2003 kam es durch die eingeschränkt befahrbaren Abschnitte mit Gegenverkehr zu teilweise starken Verkehrsbehinderungen. Die Oströhre wurde bereits Ende 2004 für den Verkehr freigegeben und die Einhausung am 27. November 2005 fertiggestellt und dem Verkehr übergeben. Die Ausführung als Unterflurtrasse war nicht unumstritten, jedoch wurde der von der Mühlkreis Autobahn ausgehende Verkehrslärm weitestgehend minimiert.

## Sanierung 2011
Zwischen Oktober 2011 und November 2012 wurde der Tunnel saniert, da die Dehnungsfugen an der Decke undicht waren. Dazu wurde der über dem Tunnel liegende Landschaftspark Bindermichl-Spallerhof bis zu den Fugen aufgegraben.